# Суссе, Ева
Ева Суссе   (швед. Eva Susso; род. 1956 г., Гётеборг) — шведская детская писательница и журналистка.

## Биография
Ева Суссе родилась 1956 году в городе Гётеборге в многодетной семье из двух сестер и трех братьев. В Гётеборге прошли ее детские и юношеские годы. В детстве мечтала стать художником. Интерес к литературной деятельности проявила в 12 лет, когда ей подарили пишущую машинку. Окончив среднюю школу, оставила родительский дом. Свои мысли семнадцатилетней девушки отразила позднее в произведениях о литературном персонаже — девушке Вивианне.
Период зрелости пришелся на Стокгольм, куда она переселилась в 1976 году. Там она проживает в настоящее время, воспитывает троих детей.
Ева известна своими работами в детской и юношеской литературе. Дебютировала, как писатель, книгой «Rita», написанной в 1995 году. С тех пор написала более 30 книг для детей и юношества. В 2013 году была номинирована на премию шведского радио «Детский роман» за книгу «Yummy» для среднего возраста.
Принимает участие в ряде учебно-воспитательных программ правительственных и районных структур. Среди иллюстраторов её книг — художники Benjamin Chaud, Louise Bååth, Anna Höglund и др.   В 2002-2009 годах была председателем Шведской детской академии.
Произведения писательницы переводились и издавались на белорусском, датском, немецком, голландском, греческом, польском, японском и норвежском языках.

## Семья
Ева Суссе замужем, в семье воспитываются трое детей.

## Основные произведения
Ева Суссе пишет небольшие рассказы и повести, поучительные произведения и циклы юношеских книг:
- «Рита» (1995);
- «Рита в Куданге» (1995);
- «Мадди, Мэри и Секрет» (1998);
- «Mackan and Pump Foods» (2004);
- «Бинта-танцы» (2008);
- «Lalo trummar» (2009).

### Цикл «Ханна и Леонардо»
- «Сравнивать сердечный ритм» (1999);
- «Расширение любви» (2000);
- «Moonlight Cafe» (2002);
- «Любовь в Ханне» (2003).

### Цикл «Vivanne»
- «Вивианна — ты счастлива сейчас?» (2005);
- «Вивианна — ты теперь влюблена?» (2006);
- «Вивианна — ты уже взрослая?» (2007).

### Цикл «Секреты и смущение»
- «Я видел его первым!» (2008);
- «Кого волнует!» (2009);
- «Просто друзья!» (2009).

### Цикл «Dansfabriken»
- «Улица» (2010);
- «Фанк» (2010);
- «Перерыв» (2011).

### На белорусском языке
- «Снежны чалавек», 2013. Издательство: Юніпак. Серия: Каляровы ровар. На белорусском языке.
- «Снежны чалавек у Мінску». Издательство: «Кнігазбор» 2016 г. ISBN 978-985-7144-71-6 Серия: Каляровы ровар.